# Wittocossus
Wittocossus is een geslacht van vlinders uit de familie van de Houtboorders (Cossidae). De wetenschappelijke naam is voor het eerst gepubliceerd in 2004 door Roman Viktorovitsj Jakovlev.
De typesoort is Cossus mokanshanensis Daniel, 1945.

## Soorten
- Wittocossus dellabrunai Saldaitis & Ivinskis, 2010
- Wittocossus mokanshanensis (Daniel, 1945)